# Albrighton (Pimhill)
Albrighton – wieś w Anglii, w hrabstwie Shropshire. Leży 6 km na północ od miasta Shrewsbury i 227 km na północny zachód od Londynu.